# Le Monument vivant de Biron
Vous lisez un « bon article » labellisé en 2020.
Le Monument vivant de Biron est une œuvre de l'artiste allemand Jochen Gerz inaugurée en 1996. Sur l'ancien monument aux morts situé devant une halle en bois dans la commune française de Biron, dans le département de la Dordogne, l'artiste a disposé, de manière aléatoire et anonyme, des plaques sur lesquelles sont gravées les réponses des habitants à la question : « Qu'est ce qui serait assez important, selon vous, pour risquer votre vie ? ». À l'origine constitué de 127 plaques, cet « anti-monument vivant » est un exemple typique de la technique du work in progress, en s'enrichissant, dans le temps, des confessions des nouveaux habitants.
Le monument est considéré à la fois comme un objet d'art et le résultat d'un processus social et démocratique au niveau local. Reconnu par les critiques, Le Monument vivant de Biron est une référence parmi les monuments aux morts atypiques et les œuvres d'art contemporain. Depuis les années 2000, il est étudié en France au niveau élémentaire et au collège.

## Contexte
La Dordogne est l'un des départements les plus riches en matière de patrimoine. L'intérêt des touristes qui visitent le Périgord se porte tout particulièrement sur les monuments historiques et les nombreux châteaux, parmi lesquels le château de Biron,. Le tourisme étant avant tout un enjeu économique important pour les collectivités locales (plus d'un tiers de leurs revenus annuels), tout projet de développement en milieu rural et agricole est fortement encouragé. De nombreuses politiques volontaristes s'inscrivent alors « dans la vogue patrimoniale propre aux années 1990 » en France,. Un vaste projet patrimonial d'investissement est porté dans le sud du département par les élus du canton de Beaumont, conjointement avec l'architecte des bâtiments de France, les services de la direction régionale des Affaires culturelles (DRAC) et du ministère de la Culture, afin de valoriser de nouvelles œuvres qui impliqueraient « tous les secteurs de la vie locale ».
En 1992, alors que le maire de Biron, Marc Mattera, débute des travaux de rénovation de la voirie, il demande au ministère de la Culture de lancer une commande publique nationale pour faire remplacer le monument aux morts de la commune, alors délabré et tombé dans l'oubli,,. Situé à l'entrée du village sur la place Jean-Poussou,, l'obélisque en ciment blanc avait été érigé en 1921-1922 en mémoire des morts de la Grande Guerre, puis de la Seconde Guerre mondiale,,. Le plasticien allemand Jochen Gerz est choisi pour restaurer le monument, même si l'inspecteur des monuments historiques dont dépend la commune s'oppose en premier lieu à la sélection de cet artiste,. Il est connu pour être le précurseur de pratiques « anti-monumentales », qui visent à reconcevoir les monuments dont la seule fonction est de se souvenir d'événements tragiques,,,. La réalisation du Monument vivant de Biron fait suite à deux autres œuvres similaires et singulières de l'artiste : Le contre-monument au fascisme de Hambourg (1986) et Le contre-monument au racisme de Sarrebruck (1993), qui sont déjà célèbres pour renverser la conception du monument aux morts et la symbolique de la mémoire,,,.

## Description et conception
Le monument est reconstruit à l'identique en pierres jaunes de Dordogne et de Bourgogne,,, puis élevé sur un socle, le tout placé sur un soubassement incliné à trois degrés. Jochen Gerz commence par refixer sur le monument les deux anciennes plaques : « Aux morts de la Grande Guerre, perpétuel souvenir » (neuf noms) et « Déportés 1944 » (deux noms).
Dans l'idée de transmettre la mémoire du passé de génération en génération, l'artiste collabore avec des étudiants de l'école des beaux-arts de Bordeaux,,. En mars 1996, Jochen Gerz fait passer, pendant deux semaines, des entretiens individuels aux 127 habitants majeurs du village,,. Dans un premier temps, les habitants retiennent surtout l'image de l'artiste et, de surcroît, sa nationalité allemande qui semble être antinomique par rapport au devoir de rénovation de ce monument. Toutefois, il commence systématiquement par se présenter et expliquer les raisons de sa présence pour instaurer un climat de confiance, ce qui lui permet de créer du lien dans un échange singulier. Dans chaque entrevue, il glisse une question : « Qu'est ce qui serait assez important, selon vous, pour risquer votre vie ? »,.  Avec le soutien des étudiants, il consigne à la main leurs réponses. Isolées dans le rythme des échanges, ce sont ces confessions, longues d'environ sept lignes chacune, qui sont ensuite gravées sur des plaques rouges en fer émaillé et disposées de façon aléatoire et anonyme sur le monument et même sur le sol,. C'est la pluralité, l'éclectisme et la spontanéité des réponses qui constituent l'œuvre,.
Ce sont les gens de Biron qui font le monument.
Jochen Gerz encourage la poursuite de ce processus interactif et démocratique qui donne la parole aux habitants : les spectateurs sont aussi co-auteurs de l'œuvre,,, qui prend ainsi la forme d'un work in progress. L'artiste a confié à un couple résidant dans le village la responsabilité de poser la question ad libitum, aux nouveaux habitants et à ceux qui vont devenir majeurs dans la commune dans les années qui suivent,,. Si la place sur le monument vient à manquer, des plaques vierges supplémentaires de l'artiste sont conservées par le couple. D'après l'artiste, « l'idéal serait que ce travail ne soit jamais terminé et que personne ne puisse le voir en entier. Et que d'autres après les deux personnes qui sont les premières à me succéder continuent à poser la question. Il s'agira d'un travail de moi que je ne connaîtrai jamais et qui ne cessera de changer »,.
Le Monument vivant de Biron est inauguré le 13 juillet 1996, jour de la fête du village,. Le monument reste la propriété de la commune de Biron.

## Interprétation
L'œuvre diffère des monuments aux morts classiques, qui se constituent uniquement d'une formule rituelle généralement annexée à la liste verticale des noms des personnes disparues. La stèle n'est pas à elle-seule le monument mais ce sont aussi l'ensemble des plaques qui se déversent à même le sol qui le constituent aussi. Contrairement à La suite de Fibonacci de Mario Merz (Strasbourg, 1994) et l'Hommage à Arago de Jan Dibbets (Paris, 1994), Le Monument vivant de Biron « vise l'horizontalité » par la disposition de ses plaques et « s'offre à l'échelle humaine », d'après Sébastien Thiery. L'œuvre rompt alors avec « l'art commémoratif, monumental et pérenne, foyer du conformisme artistique »,. Le travail de l'artiste ne s'adresse pas exclusivement à un public averti mais se nourrit aussi et surtout du lien social et du dialogue avec les citoyens.
Pour que son message reste vivant et ouvert aux interprétations, l'œuvre a été conçue à la fois comme un objet d'art et un processus social d'unité territoriale et nationale,,. D'après l'artiste lui-même, le monument « est en attente d'un temps qui n'est pas encore là », outre sa fonction d'objet du devoir de mémoire,. Il cherche à créer une communauté dans le présent, à impliquer le public sur le long terme et s'ouvrir vers l'avenir,,. L'objectif est de partager ce lieu et lever le tabou de la « solitude », de « l'absence », du « vide » et de la « disparition » qui résulte des horreurs de la guerre et de la Shoah,,. La déthéatralisation et l'éviction de la violence est une des principales caractéristiques du Monument vivant de Biron. Sébastien Thiery pose aussi la question de la convivialité de l'œuvre présentée comme « une opération de communication séduisante à l'adresse des citoyens électeurs ». Il y voit aussi une manière symbolique de surexposer les conflits et masquer une violence sans nom pour légitimer l'ordre politique et sécuritaire.
Jochen Gerz réussit à faire de ce monument aux morts une œuvre « vivante », d'où la dénomination de l'œuvre choisie par l'artiste,,. Audrey Rousseau ajoute que le sens de cette « mémoire vive appropriée aux vivants » réside dans la capacité du public à comprendre et à agencer individuellement le sens caché d'éléments symboliques ; c'est là « une manière originale de relier l'héritage des deux guerres mondiales à partir du témoignage des vivants ». En posant sa question, Jochen Gerz se veut attentif aux besoins commémoratifs des populations qui entreront en relation avec l'œuvre. Il les invite discrètement à exprimer leur douleur, à réfléchir sur ce qui est important dans leur existence et à se positionner face à la valeur de leur propre vie,. Le choix de livrer les témoignages à la première personne (« je » et « nous ») convie le public qui lit les plaques à ressentir l'émoi de ces récits. La presse locale, nationale ou spécialisée s'accorde à dire que Le Monument vivant de Biron offre une expérience de proximité, émouvante et humaine,,.
En transgressant les frontières de l'art telles qu'elles sont classiquement conçues, l'œuvre est considérée par Sébastien Thiery comme un « idéal-typique des monuments publics contemporains ».

## Exploitation pédagogique
En France, Le Monument vivant de Biron fait l'objet d'études et d'analyses en cours d'arts plastiques et d'histoire de l'art au niveau élémentaire et au collège. Il est présenté comme un exemple représentatif de l'art public contemporain, des monuments aux morts,, de l'interaction de l'art avec le public, du work in progress, de la sculpture commémorative, du « corps symbolique » et de la « mémoire dynamique et incarnée »,.